# Charles de Sainte-Maure, duque de Montausier

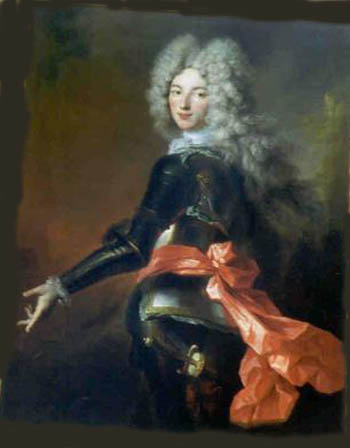
Retrato de Nicolas de Largillière, quarto quarto do século 17

Charles de Sainte-Maure, Duque de Montausier (6 de outubro de 1610 - 17 de novembro de 1690), foi um soldado francês e, de 1668 a 1680, governador do delfim, filho mais velho e herdeiro de Luís XIV, rei da França.

## Biografia
Carlos nasceu em 6 de outubro de 1610, o segundo filho de Léon de Sainte-Maure, Barão de Montausier. Seus pais eram huguenotes e ele foi educado na Academia Protestante de Sedan com Pierre Du Moulin. Ele serviu brilhantemente no cerco de Casale em 1629. Tornando-se barão de Montausier com a morte de seu irmão mais velho em 1635, ele foi o aspirante reconhecido para a mão de Julie d'Angennes, a filha mais velha do marquês e da marquesa de Rambouillet. Tendo servido sob o comando de Bernardo de Saxe-Weimar na Alemanha em 1634, ele retornou ao serviço francês em 1636 e lutou nas campanhas renana dos anos seguintes. Ele foi feito prisioneiro em 25 de novembro de 1643 após a derrota das forças francesas sob o comando de Josias von Rantzau na Batalha de Tuttlingen. Ele permaneceu por dez meses em cativeiro até que o pagamento de seu resgate fosse feito.
Em seu retorno à França, tornou-se tenente-general. Em 15 de julho de 1645, ele se casou com Julie d'Angennes, "a incomparável Julie", encerrando assim um namoro de 14 anos famoso nos anais da literatura francesa por causa da Guirlande de Julie, uma guirlanda de 61 madrigais de 19 poetas, entre eles Montausier, Claude de Malleville, Georges de Scudéry, possivelmente Pierre Corneille (se Octave Uzanne estiver correto na atribuição de três dos seis poemas assinados M.C.), Philippe Habert, Simon Arnauld de Pomponne, Jean Desmarets de Saint Sorlin, Antoine Gombaud (Le nain de la Princesse Julie) e outros. Foi copiado pelo famoso calígrafo Nicolas Jarry em um manuscrito magnífico, em cada página do qual havia uma flor pintada por Nicolas Robert, e foi presenteado a Julie em seu dia de festa em 1641.
Montausier foi nomeado governador de Saintonge e Angoumois após a morte de seu tio, o conde de Brassac, e tornou-se católico romano antes de seu casamento. Durante a Fronda, ele permaneceu fiel à Coroa, apesar das queixas pessoais contra Mazarin. Com a conclusão da paz em 1653, o marquês, que havia sido gravemente ferido em 1652, obteve grande favor na corte, apesar da rudeza de suas maneiras e da austeridade geral que fez com que o público parisiense o reconhecesse como o original de Alceste em Le Misanthrope de Molière.
Montausier recebeu de Luís XIV a Ordem do Santo Espírito e o governo da Normandia. Em 1664, o marquesado de Montausier foi erigido em um duché-pairie). Em 1668, Montausier tornou-se governador do delfim, cargo que manteve até 1680. Ele iniciou a série de clássicos ad usum Delphini, dirigida pelo erudito Huet, e deu a maior atenção à educação de seu pupilo, que foi movido por sua disciplina de ferro apenas a um ódio ao aprendizado.  Montausier morreu em 17 de novembro de 1690.
As fofocas da corte atribuíram parte do favor de Montausier à complacência de sua esposa, que havia sido nomeada gouvernante des enfants de France em 1661, na época do nascimento do delfim, até 1664, quando foi nomeada dama de companhia da rainha, uma posição que ela usou para facilitar a paixão de Luís XIV por Louise de la Vallière e, posteriormente, para proteger Madame de Montespan, que encontrou refúgio de seu marido com ela.